# 吉佩定
吉佩定（1942年2月—），男，江苏盐城人，中华人民共和国外交家。中华人民共和国外交部原副部长。

## 生平
1961年毕业于盐城市伍佑中学，考入北京师范大学外语系英语专业。1965年大学毕业，进入教育部对外联络处工作，担任科员。1971年，调入外交系统，先后在驻尼日利亚大使馆、中国人民外交学会、驻津巴布韦大使馆任职，后任驻津巴布韦大使馆参赞。1989年，任外交部非洲司参赞。1990年7月，出任中华人民共和国驻纳米比亚大使。1993年，任外交部非洲司司长。1994年7月，出任中国国际问题研究所驻比勒陀利亚南非研究中心主任。1995年，升任外交部部长助理。1998年，升任外交部副部长。2001年4月，出任外交部驻香港特别行政区特派员公署特派员。2003年7月，任满回京，改任外交部大使。后曾任全国人大外事委员会副主委，中国宋庆龄基金会副主席，中国前外交官协会会长。

## 家庭
已婚，有一子一女。